# Kanton Montlouis-sur-Loire
Der Kanton Montlouis-sur-Loire ist seit 1984 ein französischer Wahlkreis im Arrondissement Tours, im Département Indre-et-Loire und in der Region Centre-Val de Loire; sein Hauptort ist Montlouis-sur-Loire.

## Gemeinden
Der Kanton besteht aus fünf Gemeinden mit insgesamt 35.972 Einwohnern (Stand: 1. Januar 2022) auf einer Gesamtfläche von 77,00 km²:
| Gemeinde                   | Einwohner 1. Januar 2022 | Fläche km² | Dichte Einw./km² | Code INSEE | Postleitzahl |
| -------------------------- | ------------------------ | ---------- | ---------------- | ---------- | ------------ |
| Chambray-lès-Tours         | 11.877                   | 19,40      | 612              | 37050      | 37170        |
| Larçay                     | 2.577                    | 11,19      | 230              | 37124      | 37270        |
| La Ville-aux-Dames         | 5.575                    | 8,00       | 697              | 37273      | 37700        |
| Montlouis-sur-Loire        | 11.261                   | 24,55      | 459              | 37156      | 37270        |
| Véretz                     | 4.682                    | 13,86      | 338              | 37267      | 37270        |
| Kanton Montlouis-sur-Loire | 35.972                   | 77,00      | 467              | 3710       | –            |

Bis zur Neuordnung der französischen Kantone im Jahr 2015 gehörten dem Kanton die vier Gemeinden Larçay, La Ville-aux-Dames, Montlouis-sur-Loire und Véretz. Sein Zuschnitt entsprach einer Fläche von 58 km2. Er besaß vor 2015 den INSEE-Code 3737.

## Bevölkerungsentwicklung
| 1962 | 1968 | 1975   | 1982   | 1990   | 1999   | 2006   | 2011   |
| ---- | ---- | ------ | ------ | ------ | ------ | ------ | ------ |
| 6231 | 7852 | 10.424 | 14.138 | 16.962 | 19.361 | 20.885 | 22.116 |